# タカネトンボ
タカネトンボ（高嶺蜻蛉、学名：Somatochlora uchidai）は エゾトンボ科のトンボの一種。国内では北海道、本州、四国、九州に産する。和名は高嶺であるが、必ずしも高標高地でなければ見られないわけではなく、むしろエゾトンボの仲間では最も普通に見られる種である。

## 形態
成虫は体長52～62mm程の細身のトンボで、体型はヤンマ科に近い。複眼は鮮やかな金緑色に輝き、胸部も金属光沢を帯びた緑色である。同様の特徴を持つ良く似た種類にエゾトンボ、ハネビロエゾトンボなどがある。
幼虫はアカネ属のヤゴをひと回り大きくしたような体型で、背棘、側棘ともたいへん鋭い。

## 生態
成虫は6月上旬頃から羽化が始まり、10月下旬頃まで見られる。薄暗い環境を好み、丘陵地から低山地にかけての、周囲を樹林に囲まれた閉鎖的で小規模な池沼などに多い。ルリボシヤンマ、オオルリボシヤンマとよく混生する。羽化後は水域から少し離れた樹林で摂食活動を行う。ヤンマのように、あまり止まることなく飛び続けていることが多い。成熟した雄は縄張りを持ち、時折ホバリングをしながら水域の周囲を旋回する。暗い場所に向かって行く習性があり、しばしば窓を開放したままの民家に侵入することがある。
未熟なうちは雌雄とも腹部は鈍い金緑色をしており、複眼は小豆色、胸部背面の黄色の斑紋が目立つ。成熟するにつれ腹部は黒味を帯びるようになり、複眼は濃い金緑色に輝き、胸部背面の黄色の斑紋は目立たなくなる。
産卵は雌が単独で行う打水産卵である。幼虫は成長が遅く、成虫になるまで2年以上を要する。

## 近縁種
- Somatochlora flavomaculata (yellow-spotted emerald)

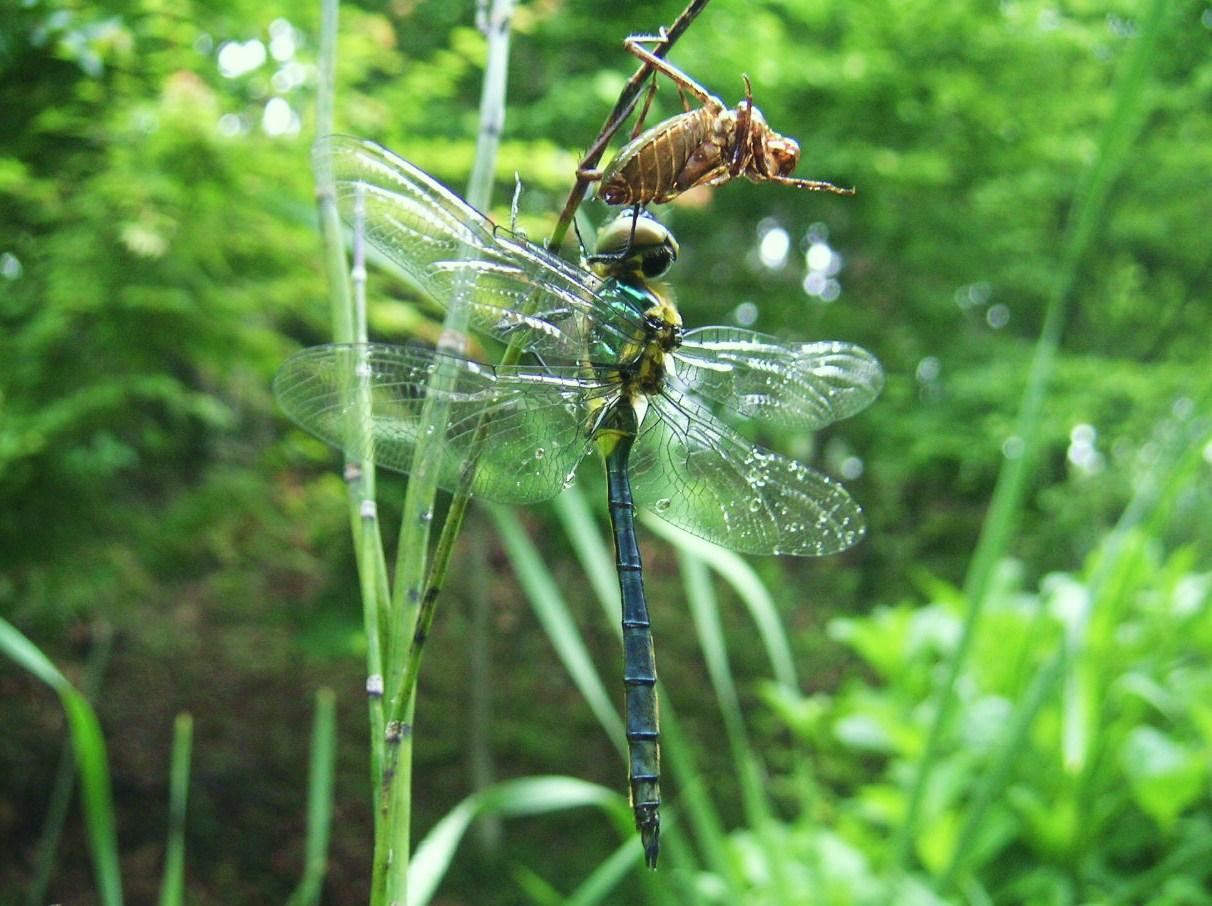
羽化直後の雄